# Eva Šenková
Eva Šenková (8. srpna 1923 Plzeň – 3. prosince 2004 Dobříš) byla česká herečka, zpěvačka a tanečnice, manželka herce Františka Paula a matka herečky Jany Paulové.

## Život
Již od dětství ráda zpívala, tančila a hrála na divadle, balet a zpěv také soukromě studovala ve své rodné Plzni. Na počátku 30. let 20. století přesídlila do Prahy, kde začínala jako operetní subreta v Divadle U Nováků (1934) odkud v roce 1941 přešla do Švandova divadla v Nuslích (1941–1942). Po skončení války dva roky hrála v pražském nuselském Divadle na Fidlovačce, odkud v roce 1947 přešla na 7 let do Olomouce. V roce 1954 už natrvalo zakotvila jako sólistka v Hudebním divadle v Karlíně, kde působila až do odchodu do důchodu.
V českém filmu a později v televizi se objevovala pouze sporadicky a vždy pouze v menších či epizodních rolích.

## Osobní život
Jejím manželem byl herec a zpěvák František Paul, z toho manželství pochází její dcera Jana Paulová, která se také stala herečkou.